# Alloleptops
Alloleptops är ett släkte av skalbaggar. Alloleptops ingår i familjen vivlar.
Kladogram enligt Catalogue of Life:
| Alloleptops | \| \| Alloleptops elongatus \| \| \| \| |
|             | \| \| Alloleptops elongatus \| \| \| \| |
|             | Alloleptops elongatus                   |
|             |                                         |